# Via tópica
Via tópica ou por administração epidérmica, aplicação de substâncias ativas diretamente na pele, ou em áreas de superfície de feridas, com efeito local, tais como, pomadas, cremes, sprays, loções, colutórios, pastilhas para a garganta. Com base na formulação destas especialidades os principios activos penetram na epiderme e causam efeito.